# Мови Шрі-Ланки
Мови Шрі-Ланки — мови, що використовуються населенням Шрі-Ланки. В основному ці мови належать до індоарійської мовної групи та дравідійської і австронезійської мовних родин. На Шрі-ланці статус офіційних мов мають сингальська і тамільська. Глибокий вплив на місцеві мови мали Індія, Мальдіви та Малайзія. На сучасний стан мов також вплинули арабські поселенці і португальські, голландські та британські колоністи.

## Місцеві мови

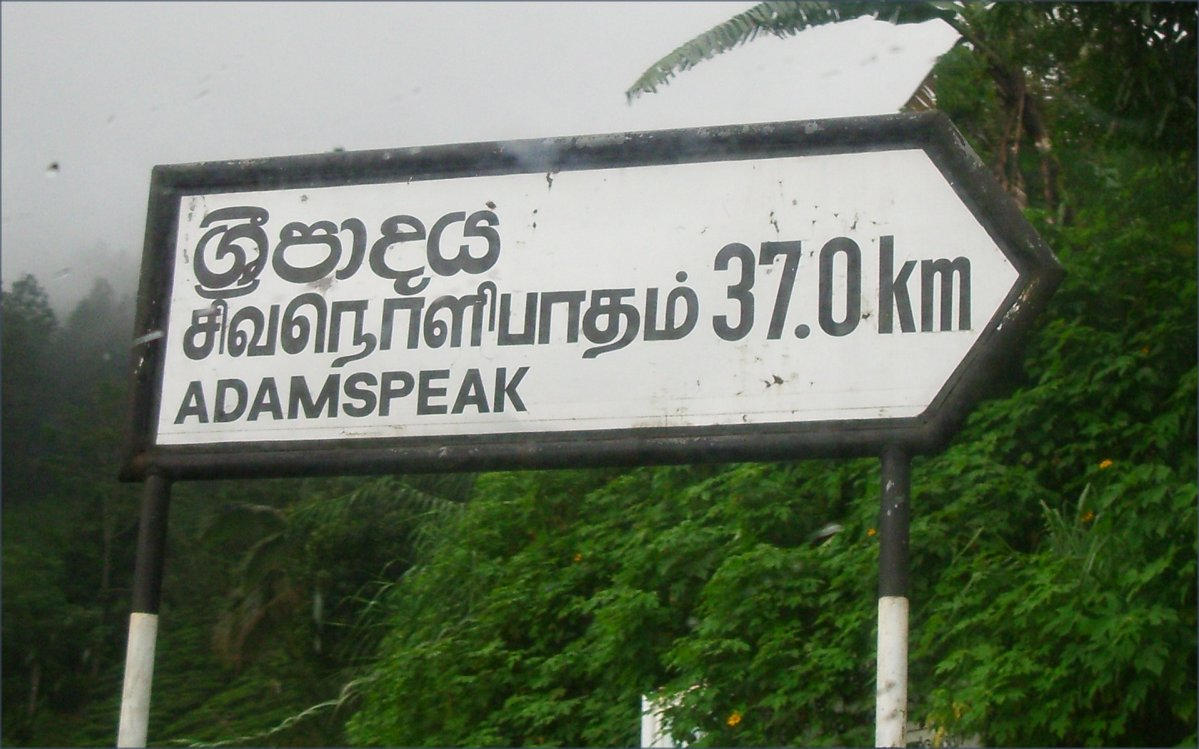
Дорожній покажчик на Пікі Адама на сингальском, тамільською та англійською

Cингальска, розмовляють сингали, що складають близько 70% населення (13 мільйонів). Вони використовують сингальську абетку, засновану на стародавньому письмі брахмі. Мова родію, діалект сингальського, є мовою нижчої касти родію. 
Ведди, загальною кількістю приблизно 2500 осіб, розмовляють своєю мовою — ведда, яка є креольською формою первісної мови місцевого населення. 
Ланкійські таміли розмовляють тамільською, як і тамільські мігранти з сусіднього індійського штату Тамілнад. Тамільською розмовляє понад 3 мільйони осіб. На її діалекті, що виник під впливом арабської, спілкуються ланкійські маври (ларакалла). 
Є більш ніж 50 000 осіб, що розмовляють на ланкійської малайською мовою, на яку сильно вплинула малайська.

## Поширені іноземні мови
Згідно з конституцією Шрі-Ланки, англійська має офіційний статус мови міжетнічного спілкування. Англійська використовується для повсякденного спілкування близько 10% населення. Вона також використовується в офіційних документах і комерційній сфері. Рідним його вважають близько 74 000 чоловік, що проживають, в основному, в містах. Ланкійці португальського походження (євразійці), чисельність яких оцінюється в 3400 чоловік, говорять на португальській. Мусульманська громада на Шрі-Ланці широко використовує арабський для релігійних цілей. До недавнього часу ларакалла широко використовували мову Арві, що є сумішшю арабського й тамільської.